# Olodaterol
Olodaterol (nombre comercial Striverdi® ) (en combinación con tiotropio Spiolto®) ,  es un broncodilatador de acción prolongada del tipo  agonista beta-adrenérgico, que se  administra mediante inhalación para el tratamiento de pacientes con enfermedad pulmonar obstructiva crónica (EPOC) (enlace roto disponible en Internet Archive; véase el historial, la primera versión y la última).. Este fármaco es fabricado por Boehringer Ingelheim.

## Indicaciones terapéuticas
Olodaterol es un tratamiento broncodilatador que se administra una vez al día para el manejo de la obstrucción del flujo aéreo en pacientes con EPOC, bronquitis crónica y/o enfisema. Se administra con un inhalador llamado. Respimat® Soft Mist™ inhalador.
Este fármaco no se ha aprobado para el tratamiento del asma. Se ha realizado estudios con olodaterol en fase II en monoterapia en pacientes con asma. Sin embargo, en la actualidad no existen estudios clínicos en fase III para este medicamento.

## Efectos adversos
En general, los efectos adversos observados durante los ensayos clínicos fueron leves y escasos. Entre los efectos secundarios más comunes, pero que afectaron a más del 1% de los pacientes, se observó: nasofaringitis (nariz congestionada), mareos y sarpullido. A juzgar por el mecanismo de acción del medicamento y la experiencia con otros fármacos relacionados, podría observarse en algunos pacientes hipertensión (presión arterial alta), taquicardia (ritmo cardíaco acelerado), hipopotasemia (niveles bajos de potasio en la sangre) y agitación, no obstante, estos efectos rara vez han sido observados.

## Interacciones
Con base en consideraciones teóricas, el cotratamiento con otros agonistas beta-adrenérgicos, con medicamentos para bajar los niveles de potasio (por ejemplo: corticoides, algunos diuréticos y teofilina), con antidepresivos tricíclicos, o con inhibidores de la monoamino oxidasa, podría incrementar la probabilidad de que se produzcan efectos adversos. Los beta-bloqueadores, medicamentos empleados para el tratamiento de la hipertensión (presión arterial alta) y la enfermedad cardiaca, pueden reducir la eficacia de olodaterol . Los datos clínicos sobre la relevancia de dichas interacciones son limitados.

## Farmacología

### Mecanismo de acción
Al igual que todos los agonistas beta-adrenérgicos, olodaterol reproduce el efecto de la adrenalina en los receptores beta-2 (receptores-β₂) en el pulmón, lo que provoca que los bronquios se relajen y reduzcan su resistencia al flujo de aire .
Olodaterol tiene una altísima afinidad por el receptor β₂, con una actividad intrínseca del 88% en comparación con el estándar isoproterenol. La concentración efectiva media (EC50),  es de 0,1 nM. Tiene una mayor selectividad in vitro para los receptores-β₂ que el formoterol y salmeterol: la especificidad por los receptores-β₂ es 241 veces superior que por los receptores β1 y 2.299 veces que por los receptores-β3  La alta selectividad β₂/β₁ es la razón por la que no se observa taquicardia en los ensayos clínicos, ya que esta es una respuesta mediada por  los receptores β₁ del corazón.

### Farmacocinética
El olodaterol tiene una vida media de 17,8 horas, por lo que una vez unido al  receptor-β₂, permanece durante horas, y la aplicación terapéutica puede ser de una sola vez al día.  En cambio otros compuestos similares tienen un tiempo de vida medio más corto y deben aplicarse dos veces al día (por ejemplo, formoterol, salmeterol), o incluso más, como salbutamol y fenoterol que han de aplicarse tres o cuatro veces al día para alcanzar una acción continuada, hecho que puede representar una ventaja en el caso de  pacientes que necesitan el tratamiento con agonistas β₂ sólo ocasionalmente, como por ejemplo para tratar un ataque de asma Archivado el 3 de diciembre de 2023 en Wayback Machine.. 

## Historia
El 29 de enero de 2013, el comité asesor de medicamentos de alergias pulmonares (PADAC de sus siglas en inglés) de la Administración de Alimentos y Medicamentos de Estados Unidos  (Food and Drug Administration, FDA) solicitó evidencia sustancial de eficacia y seguridad para aprobar la solicitud de olodaterol como tratamiento broncodilator una vez al día para la obstrucción del flujo aéreo en pacientes con EPOC Archivado el 6 de febrero de 2017 en Wayback Machine. .
El 18 de octubre de 2013 fue anunciada la aprobación del fármaco en tres países Europeos (Inglaterra, Dinamarca e Islandia). El 31 de julio de 2014 la FDA autorizó el uso de olodaterol para pacientes que padecen EPOC, incluyendo bronquitis crónica y/o enfisema que están sufriendo obstrucción del flujo aéreo.